# 코스모스 (책)
《코스모스》(Cosmos)는 미국의 천문학자 칼 세이건이 저술한 책으로 1980년에 출간됐다.

## 소개
같은 제목의 다큐멘터리를 기초로 하여 저술되었으며, 유사한 형식과 내용을 담고 있다. 5백만 부 이상이 팔려 세계적인 베스트셀러가 되었다. 또한, 이 책은 1980년, 동명의 다큐멘터리로도 제작되었다. 저자는 우주의 역사와 과학적 진리에 대해 서술하며 이를 지구와 인류의 존재에 결부시켰고, 과학 도서지만 특별히 감성적인 서사로 풀어냈다. 그래서인지 '코스모스'는 역사상 가장 많이 읽힌 과학 교양서의 고전으로 꼽힌다. 1980년대 청소년들이 이 책을 접한 뒤 과학자의 꿈을 꾸게 돼 '코스모스 세대'라는 말이 생겼을 정도로 파장을 일으킨 책이다.

## 주요내용
140억 년의 우주역사를 담아내고 있다. 우주의 탄생부터 천문학·물리학의 역사, 달 탐사와 인공위성, 인류의 이주 행성 탐사에 이르기까지, '코스모스'에 담긴 방대한 우주 이야기를 알기 쉽게 설명한 책이다.
또한 저자는 에라토스테네스, 데모크리토스, 히파티아, 케플러, 갈릴레오, 뉴턴, 다윈 같은 과학의 탐험가들이 개척해 놓은 발자취를 되짚었다. 이를 통하여 과거와 현재 그리고 미래의 과학이 이루었고, 이루고 있으며, 앞으로 이루게 될 성과들을 알기 쉽게 풀이했다. 또한 과학의 발전사를 철학적인 사색과 연결지음으로써 문명사적 코스모스를 탐구한 인간 정신의 발달 과정을 재조명해 내었다.

## 목차
책의 목차는 다음과 같다.
- 머리말

1. 코스모스의 바닷가에서 (The Shores of the Cosmic Ocean)
2. 우주 생명의 푸가 (One Voice in the Cosmic Fugue)
3. 지상과 천상의 하모니 (The Harmony of Worlds)
4. 천국과 지옥 (Heaven and Hell)
5. 붉은 행성을 위한 블루스 (Blues for a Red Planet)
6. 여행자가 들려준 이야기 (Travelers' Tales)
7. 밤하늘의 등뼈 (The Backbone of Night)
8. 시간과 공간을 가르는 여행 (Travels in Space and Time)
9. 별들의 삶과 죽음 (The Lives of the Stars)
10. 영원의 벼랑 끝 (The Edge of Forever)
11. 미래로 띄운 편지 (The Persistence of Memory)
12. 은하 대백과사전 (Encyclopedia Galactica)
13. 누가 우리 지구를 대변해 줄까? (Who Speaks for Earth?)

- 감사의 말
- 부록 1: 귀류법과 무리수 ( Reductio ad Absurdum and the Square Root of Two)
- 부록 2: 피타고라스의 다면체 (The Five Pythagorean Solids)
- 참고 문헌
- 옮긴이 후기
- 찾아보기
- Picture Credits

## 수상내역
- 휴고상